# Phyllachora kwantungensis
Phyllachora kwantungensis är en svampart som beskrevs av Petr. 1955. Phyllachora kwantungensis ingår i släktet Phyllachora och familjen Phyllachoraceae.   Inga underarter finns listade i Catalogue of Life.